# Hong Kong nos Jogos Olímpicos de Verão de 1960
Hong Kong participou dos Jogos Olímpicos de Verão de 1960 em Roma, Itália. Quatro competidores, todos homens, participaram de três eventos em duas modalidades.